# Brunon Czapla
Brunon Czapla (ur. 6 października 1872 w Chełmnie, zm. 10 listopada 1926 w Tczewie) – duchowny katolicki, historyk, działacz społeczny i polityczny, delegat na Polski Sejm Dzielnicowy w Poznaniu w 1918.

## Życiorys
Ukończył gimnazjum w Chełmnie, w którym w 1893 złożył egzamin dojrzałości. Następnie studiował w Seminarium Duchownym w Pelplinie i jako stypendysta Towarzystwa Pomocy Naukowej dla Młodzieży Prus Zachodnich kontynuował studia na uniwersytetach we Fryburgu Badeńskim i Monachium. W 1898 napisał pracę doktorską na temat Gennedius als Literarhistoriker.
Święcenia kapłańskie otrzymał w 1899. W latach 1900–1913 pracował w Seminarium Duchownym w Pelplinie wykładając historię oraz prawo kanoniczne i język polski. W 1913 objął parafię św. Stanisława w Subkowach koło Tczewa.
Jako historyk zajmował się głównie edycją i wydawaniem źródeł kościelnych archiwum pelplińskiego dotyczących dziejów ziemi pomorskiej i diecezji chełmińskiej. W latach 1915–1918 pełnił funkcję prezesa Towarzystwa Naukowego w Toruniu. Dzięki jego staraniom w czasie I wojny światowej publikacje Towarzystwa, jako jedyne na ziemiach polskich, wychodziły bez przerwy.
Brał również aktywny udział w polskich organizacjach społecznych, kulturalnych i politycznych. Był m.in. prezesem Komitetu Towarzystwa Czytelni Ludowych, delegatem Rady Ludowej do sejmu dzielnicowego w Poznaniu, prezesem Związku Kapłanów Diecezji Chełmińskiej.